# Лорх, Александр Георгиевич
Алекса́ндр Гео́ргиевич Лорх (1889—1980) — советский селекционер, доктор сельскохозяйственных наук, научный сотрудник Института картофельного хозяйства, один из зачинателей селекции и сортоиспытания картофеля в СССР.

## Биография
Родился 15 (27 мая) 1889 года в Санкт-Петербурге в немецкой семье, отец гравёр в часовой мастерской, мать учительница немецкого языка. Вырос в Москве, затем с семьёй уехал в Германию, где окончил гимназию и сельскохозяйственное училище в Дёбельне, затем стал студентом сельскохозяйственного факультета Лейпцигского университета. В 1909 году вернулся на родину и поступил в Московский сельскохозяйственный институт (ныне МСХА имени К. А. Тимирязева). После окончания института в 1913 году оставлен на кафедре для научно-преподавательской работы. В 1914 году работал в Бюро по прикладной ботанике. В 1916 году назначен помощником заведующего селекционной станции института, где начал заниматься селекцией картофеля, разрабатывая методику селекционной работы.
В 1916 — 1920 годах в родном институте был помощником заведующего селекционной станцией. В 1920—1930 годах занимал должность заведующего Коренёвской картофельной станцией. Участвовал в работе Всесоюзного института прикладной ботаники и новых культур, выступив оппонентом возглавившего институт Н. И. Вавилова.
В 1925 году был командирован за границу. Побывал в Германии, Швеции, Дании, Голландии и собрал там большую коллекцию сортов, включающую более 800 образцов. Кроме того, познакомился с методами селекции, приобрел литературу и лабораторное оборудование.
В 1931—1941 и 1948—1957 годах — старший научный сотрудник Института картофельного хозяйства, в 1945—1947 годах — доцент и профессор МСХА имени К. А. Тимирязева.
Совместно с другими учёными Лорхом проведено комплексное изучение картофеля и опубликованы книги: «Динамика накопления урожая картофеля», «Картофель», «Экологическая пластичность картофеля» и другие — в общей сложности около 10 книг. Кроме книг, им было опубликовано более 150 научных и научно-популярных статей. В 1936 году квалификационная комиссия ВАСХНИЛ без защиты диссертации присудила Лорху ученую степень доктора сельскохозяйственных наук, а в 1937 году ВАК присудила ему учёное звание профессора.
С участием П. С. Гусева вывел сорта картофеля: Лорх и Коренёвский. Работал над вопросами сортовой агротехники картофеля с учётом почвенно-климатических особенностей районов.
С 1957 года на пенсии.
Умер 6 февраля 1980 года. Похоронен в Москве на Введенском кладбище (8 уч.).

## Награды и премии
- Сталинская премия второй степени (1946) — за выведение и внедрение в практику новых высокоурожайных сортов картофеля «Лорх» и «Коренёвский»
- два ордена Ленина
- орден Трудового Красного Знамени
- медали ВСХВ и ВДНХ, в том числе 3 золотые

## Память
- В честь Лорха назван Всероссийский НИИ картофельного хозяйства им. А. Г. Лорха (ВНИИКХ), ныне Федеральное государственное бюджетное научное учреждение «Федеральный исследовательский центр картофеля имени А. Г. Лорха».
- Его именем названы улицы в подмосковном поселке Красково и поселке Соколье Елецкого района Липецкой области.
- В 2009 году на территории ВНИИКХ им. А. Г. Лорха был установлен памятник-бюст А. Г. Лорха. Автор бюста скульптор О. В. Марьяновская[5].

## Работы
- Лорх А. Г. Динамика накопления урожая картофеля. — М.: Сельхозгиз, 1948. — 191 с.
- Лорх А. Г. Картофель. — М.: Московский рабочий, 1955. — 154 с.
- Лорх А. Г. Экологическая пластичность картофеля. — М.: Колос, 1968. — 32 с.